# Microcoelia stolzii
Microcoelia stolzii är en orkidéart som först beskrevs av Rudolf Schlechter, och fick sitt nu gällande namn av Victor Samuel Summerhayes. Microcoelia stolzii ingår i släktet Microcoelia och familjen orkidéer. Inga underarter finns listade i Catalogue of Life.